# Tomlinia
Tomlinia is een geslacht van weekdieren uit de klasse van de Gastropoda (slakken).

## Soorten
- Tomlinia frausseni Thach, 2014
- Tomlinia rapulum (Reeve, 1846)